# Radioficare
Radioficarea reprezintă acțiunea de extindere a difuzării programelor de radiodifuziune sonoră pe un anumit teritoriu. Prin radioficare se înțelege lucrările efectuate pentru ca programele de radiodifuziune sonoră să fie recepționate de cât mai mulți auditori, prin mărirea fie a rețelei de emițătoare de radiodifuziune sonoră, fie a rețelei de radiodistribuție sonoră. Termenul este folosit, mai ales, pentru cea de-a doua situație.

## Radioficare prin fir

Difuzor de radioficare

În România postbelică, radioficarea prin fir a fost o alternativă pentru cei ce nu-și puteau permite un aparat de radio. Difuzorul de radioficare se afla la client, unde era transmis numai un post, anume postul național, de la un receptor radio aflat undeva central. Aparatele nu aveau potențiometru de volum, ci un reostat cu mâner care regla volumul. Pentru acest serviciu era nevoie de o autorizație și se plătea o taxă lunară la Poștă.